# Klopstockweg 22 (Quedlinburg)
Das Haus Klopstockweg 22 war ein denkmalgeschütztes Gebäude in der Stadt Quedlinburg in Sachsen-Anhalt.

## Lage
Es befand sich im Stadtteil Süderstadt südlich der historischen Quedlinburger Altstadt an der westlichen Einmündung der Bergstraße auf den Klopstockweg. Im Quedlinburger Denkmalverzeichnis war es als Wohnhaus eingetragen. 

## Architektur und Geschichte
Das zweigeschossige Fachwerkhaus entstand in der Zeit um 1880. Es ruhte auf einem Sockel aus Natursteinen. Die Fachwerkfassade war durch ein mit einer Vielzahl von Andreaskreuzen versehenen Zierfachwerk geprägt. In der östlichen Haushälfte befand sich ein Ladengeschäft, dessen Fensterfront zum Klopstockweg ausgerichtet war. Der Ladeneinbau war im Jahr 1904 im Jugendstil mit neogotischen Elementen erfolgt.
Das Gebäude bestand bis zum Anfang des 21. Jahrhunderts. Im Jahr 2012 begann der Neubau eines Hauses an gleicher Stelle.